# Pedro de Palol
Pedro de Palol y Salellas (Gerona, 25 de enero de 1923 - Barcelona, 4 de diciembre de 2005) fue un arqueólogo y escritor español.
Hijo del escritor en lengua catalana Miquel de Palol i Felip. Estudió en la Universidad de Barcelona y se doctoró en Madrid. En 1956 consiguió la plaza de catedrático en Valladolid y a partir de 1970 en Barcelona. Fue director del Instituto de Arqueología y Prehistoria de Barcelona entre 1977 y 1983. Realizó numerosas excavaciones y estudios arqueológicos, entre otras en el castrum visigótico de Rosas, la necrópolis de Velilla, la necrópolis de Agullana, la ciudad romana de Clunia y la villa de Almenara-Puras, entre otras.

## Premios
Sus trabajos se han visto galardonados con los premios:
- Martorell de Arqueología del Ayuntamiento de Barcelona (1962)
- Premios Duseigneur de la Academie des Inscriptions et Belles Letres de París (1968 y 1987)
- Medalla Narcís Monturiol de la Generalidad de Cataluña (1989)
- Doctor Honoris causa por el Instituto Pontificio de Arqueología Cristiana de Roma (2000)

## Obras literarias
- 1950 - Bronces hispanovisigodos de origen mediterráneo. I. Jarritos y patenas litúrgicos
- 1953 - Tarraco hispanovisigoda
- 1955 - Gerona monumental
- 1957 - Arqueología: Propósitos y método
- 1958 - La necrópolis hallstáttica de Agullana (Gerona)
- 1959 - Clunia Sulpicia. Ciudad romana
- 1969 - Arte paleocristiano
- 1986 - El tapís de la creació de la catral de Girona
- 1994 - Clunia. Historia de la ciudad y guía de las excavaciones